# Asota sulamangoliensis
Asota sulamangoliensis is een vlinder uit de familie van de spinneruilen (Erebidae). De wetenschappelijke naam van de soort is voor het eerst geldig gepubliceerd in 2010 door Jaap Zwier. 
De vlinder heeft een voorvleugellengte van 25 millimeter. De grondkleur van de voorvleugel is bruin, de achtervleugel is geel met een brede bruine band.
De wetenschappelijke naam sulamangoliensis verwijst naar het eiland Mangole in de Soela-groep, alleen daar is de soort waargenomen.